# Коробов, Сергей Николаевич
Сергей Николаевич Коробов (укр. Сергій Миколайович Коробов; 20 мая 1972) — украинский футболист, нападающий. Выступал за мелитопольское и запорожское «Торпедо», а затем за симферопольскую «Таврию» и кременчугский «Кремень».

## Биография
В сезоне 1992/93 выступал за мелитопольское «Торпедо» в Переходной лиге Украины, где Коробков провёл 6 игр. Летом 1993 года находился в стане запорожского «Торпедо». Сергей дважды попадал в заявку на матчи чемпионата Украины, но на поле не выходил. Позже, футболист перешёл в симферопольскую «Таврию». 7 ноября 1993 года дебютировал в Высшей лиге Украины в выездном матче против запорожского «Металлурга» (1:4), Коробков вышел на 80 минуте вместо Андрея Рослякова. Свой второй и последний матч за «Таврию» провёл спустя неделю, 14 ноября против харьковского «Металлиста» (7:1), Сергей вышел на 73 минуте вместо Владимира Фурсова.
В начале сезона 1994/95 выступал за кременчугский «Кремень», в составе команды игрок провёл всего 3 матча в чемпионате Украины.

## Статистика
| Сезон            | Клуб                 | Лига                    | Чемпионат | Чемпионат |
| Сезон            | Клуб                 | Лига                    | Игры      | Голы      |
| ---------------- | -------------------- | ----------------------- | --------- | --------- |
| 1992/93          | Торпедо (Мелитополь) | Переходная лига Украины | 6         | 0         |
| 1993/94          | Торпедо (Запорожье)  | Высшая лига Украины     | 0         | 0         |
| 1993/94          | Таврия               | Высшая лига Украины     | 2         | 0         |
| 1994/95          | Кремень              | Высшая лига Украины     | 3         | 0         |
| Всего за карьеру | Всего за карьеру     | Всего за карьеру        | 11        | 0         |